# Navalmoral de la Mata
Navalmoral de la Mata là một đô thị trong tỉnh Cáceres, Extremadura, Tây Ban Nha. Theo điều tra dân số 2005 (INE), đô thị này có dân số là 17145 người.

## Biến động dân số
| 4.504 | 5.414 | 4.811 | 5.550 | 6.831 | 7.273 | 9.073 | 9.706 | 12.922 | 15.211 |

| 15.819 | 14.874 | 14.934 | 14.838 | 14.993 | 15.233 | 16.382 | 16.856 | 17.145 | 17.099 |